# George Smith (arbitre)
Pour les articles homonymes, voir George Smith et Smith.
George Brian Smith (né le 14 octobre 1943 à Édimbourg et mort le 13 mai 2019) est un arbitre écossais de football.

## Carrière
George Smith a officié dans des compétitions majeures : 
- Coupe de la Ligue écossaise de football 1987-1988 (finale)
- Coupe de la Ligue écossaise de football 1988-1989 (finale)
- Coupe du monde de football de 1990 (1 match)